# The Spender (film fra 1919)
The Spender er en amerikansk stumfilm fra 1919 af Charles Swickard.

## Medvirkende
- Bert Lytell som Dick Bisbee
- Thomas Jefferson som T. W. Bisbee
- William V. Mong som Stetson
- Mary Anderson som Helen Stetson
- Clarence Burton som Elmer Robbins